# Léopold Cavalière
Léopold Cavalière (Albi, 27 aprile 1996) è un cestista francese.

## Statistiche

### Eurolega
| Anno      | Squadra  | PG | PT | MP   | TC%  | 3P%  | TL%  | RP  | AP  | PRP | SP  | PP  |
| --------- | -------- | -- | -- | ---- | ---- | ---- | ---- | --- | --- | --- | --- | --- |
| 2024-2025 | Paris    | 36 | 0  | 10,9 | 61,2 | 40,0 | 72,7 | 2,7 | 0,4 | 0,2 | 0,0 | 2,8 |
| Carriera  | Carriera | 36 | 0  | 10,9 | 61,2 | 40,0 | 72,7 | 2,7 | 0,4 | 0,2 | 0,0 | 2,8 |

## Palmarès
- Coppa di Francia: 1

Paris: 2024-2025